# Niccolò Bonsignori
Niccolò Bonsignori (1240 circa – 1314 circa) è stato un banchiere, politico e capo ghibellino italiano.
Figlio del banchiere Bonifazio, fratello di Orlando Bonsignori, che fondò la Gran Tavola dei Bonsignori, il suo nome è legato alla storia politica più che all'attività commerciale.

## Biografia

### L'ascesa politica
Nel 1271 Siena vide instaurarsi un governo oligarchico composto da mercanti guelfi, che escluse dal governo della città le grandi casate, fra le quali i Bonsignori. Questo spinse Niccolò a diventare in breve tempo capo dei ghibellini.
Nel 1279 Niccolò fu capitano dei Senesi nell'assedio di Castiglion d'Orcia. Nello stesso anno fu nominato Cavaliere. 
Nel 1281 il podestà di Siena Matteo Rosso Orsini lo esiliò per la sua posizione politica.
Venne nominato Vicario Imperiale dall'imperatore Enrico VII di Lussemburgo, di cui era fidato consigliere. Assistette all'incoronazione imperiale a Roma e qui l'imperatore lo fece diventare senatore. In seguito dovette abbandonare il Campidoglio inseguito dai Colonna e dagli Orsini. Seguì l'imperatore fino alla sua morte. 
In alcuni testi il cognome risulta Bonsignore.

### Vita mondana
Il Bonsignori era sposato con Margherita, figlia del conte Ildebrandino Aldobrandeschi di Santa Fiora, il quale fece poi parte del piccolo contingente di cavalieri che Niccolò guidò all'assedio della sua città, in seguito all'esilio, il 13 luglio del 1281.
Dante Alighieri nella Commedia, al Canto XXIX dell'Inferno, cita Niccolò come colui che, appartenente ad una cosiddetta Brigata spendereccia, usava arrostire fagiani e capponi al fuoco di garofani. Questa Brigata spendereccia di cui effettivamente Niccolò faceva parte, era una società formata da dodici ricchi giovani senesi, che in dieci mesi riuscirono a sperperare denaro e proprietà familiari in orge e gozzoviglie. Noti e chiacchierati fra i contemporanei e nel secolo a venire erano anche i festini che organizzò il Bonsignori in occasione della nomina a cavaliere nel 1279.

### La famiglia
Suoi figli furono Conte, che diseredò e Filippo, il cui figlio prese il nome del nonno, Niccolò.